# Resseliella soya
Resseliella soya är en tvåvingeart som först beskrevs av Monzen 1936.  Resseliella soya ingår i släktet Resseliella och familjen gallmyggor. Inga underarter finns listade i Catalogue of Life.